# M19 (mina)
M19 – amerykańska przeciwgąsienicowa mina przeciwpancerna. Mina mogła być ustawiana ręcznie lub mechanicznie (przy pomocy ustawiacza M57 ATMDS).
Mina przeciwpancerna M19 jest przeznaczona do niszczenia gąsienic i kół pojazdów mechanicznych. Jest miną o działaniu naciskowym. Składa się z kadłuba z tworzyw sztucznych o kształcie kwadratowym, pokrywy naciskowej, zapalnika oraz ładunku materiału wybuchowego.